# 코이케 아사오
코이케 아사오(Asao Koike, 1931년 3월 18일 ~ 1985년 3월 23일)는 일본의 배우, 일본의 성우이다.
도쿄부에서 태어났으며 도쿄에서 사망하였다.

## 영화
- 지 아이 사무라이 (1979년)
- 전국자위대 (1979년)
- 의리없는 전쟁 4 - 정상작전 (1974년)
- 의리없는 전쟁 2 - 히로시마 사투 (1973년)
- 레드 실크 겜블러 (1972년)
- 현대 야쿠자 (1972년)
- 아들을 동반한 검객 4 (1972년)
- 천일야화 (1969년)
- 장화신은 고양이 (1969년)
- 공포기형인간 (1969년)
- 고문지옥 (1969년)
- 도쿠가와 여자의 형벌 (1968년)
- 모래 위의 식물군 (1964년)
- 비행소녀 (1963년)
- 진흙투성이의 순정 (1963년)
- 일본 곤충기 (1963년)
- 태양의 묘지 (1960년)